# Selinum austriacum
Selinum austriacum är en flockblommig växtart som beskrevs av Nikolaus Joseph von Jacquin. Selinum austriacum ingår i släktet krusfrön, och familjen flockblommiga växter. Inga underarter finns listade i Catalogue of Life.